# Pineville (Virgínia de l'Oest)
Pineville és una població dels Estats Units a l'estat de Virgínia de l'Oest. Segons el cens del 2000 tenia 715 habitants.

## Demografia
Segons el cens del 2000, Pineville tenia 715 habitants, 334 habitatges, i 219 famílies. La densitat de població era de 349,4 habitants per km².
Dels 334 habitatges en un 23,1% hi vivien nens de menys de 18 anys, en un 54,2% hi vivien parelles casades, en un 9% dones solteres, i en un 34,4% no eren unitats familiars. En el 32% dels habitatges hi vivien persones soles el 16,8% de les quals corresponia a persones de 65 anys o més que vivien soles. El nombre mitjà de persones vivint en cada habitatge era de 2,14 i el nombre mitjà de persones que vivien en cada família era de 2,64.
Per edats la població es repartia de la següent manera: un 17,9% tenia menys de 18 anys, un 7,1% entre 18 i 24, un 21,3% entre 25 i 44, un 29,8% de 45 a 60 i un 23,9% 65 anys o més.
L'edat mediana era de 47 anys. Per cada 100 dones de 18 o més anys hi havia 83,4 homes.
La renda mediana per habitatge era de 31.008 $ i la renda mediana per família de 45.000 $. Els homes tenien una renda mediana de 39.688 $ mentre que les dones 29.167 $. La renda per capita de la població era de 25.184 $. Entorn del 5,2% de les famílies i el 10% de la població estaven per davall del llindar de pobresa.

## Poblacions més properes
El següent diagrama mostra les poblacions més properes.